# Џејсон Томпсон
Џејсон Томпсон (енгл. Jason Thompson; Маунт Лорел, Њу Џерзи, 21. јул 1986) је амерички кошаркаш. Игра на позицијама крилног центра и центра.

## Каријера
Након завршене средње школе у родном месту, Томпсон је колеџ каријеру провео играјући за универзитет Рајдер. У сезони 2006/07. је био један од тројице играча у читавој НЦАА лиги који су просечно бележили преко 20 поена и 10 скокова по мечу. Остала двојица су били Кевин Дурант и Ник Фазекас. Као сениор у сезони 2007/08. је бележио просечно 20,4 поена, 12,1 скокова, 2,7 асистенција, 2,7 блокада и 1,1 украдену лопту по мечу. Најбољу утакмицу одиграо је 9. марта 2008. године када је постигао 32 поена и имао 18 скокова.
На НБА драфту 2008. године изабран је као 12. пик од стране Сакраменто кингса. Одмах након тога потписује вишегодишњи уговор са овим клубом. Већ у првој сезони одиграо је свих 82 утакмица и просечно постизао 11,1 поен и 7,4 скокова по утакмици. Следећа сезона је била најбоља у његовој НБА каријери јер је просек поена повећао на 12,5 а скокова на 8,5 по утакмици. У јулу 2012. године је потписао нови уговор са Кингсима.
У јулу 2015. године је прво трејдован у Филаделфију заједно са двојицом саиграча, као и пикове из прве рунде наредна два драфта у замену за Артураса Гудаитиса и Луку Митровића. Након тога, крајем јула исте године, Томпсон је био део трејда у којем је завршио у Голден Стејту у замену за Џералда Валаса. Одиграо је 28 утакмица за Вориорсе, након чега је 22. фебруара 2016. отпуштен.

## Успеси

### Клупски
- Фенербахче:
  - Првенство Турске (1): 2017/18.
  - Суперкуп Турске (1): 2017.

## НБА статистика

#### Просечно по утакмици
| Сезона   | Екипа                 | ОУ  | СУ  | МПУ  | ПШ%  | 3П%  | СБ%  | СПУ | АПУ | УПУ | БПУ | ППУ  |
| -------- | --------------------- | --- | --- | ---- | ---- | ---- | ---- | --- | --- | --- | --- | ---- |
| 2008/09. | Сакраменто            | 82  | 56  | 28.1 | .497 | .000 | .692 | 7.4 | 1.1 | .6  | .7  | 11.1 |
| 2009/10. | Сакраменто            | 75  | 58  | 31.4 | .472 | .100 | .715 | 8.5 | 1.7 | .5  | 1.0 | 12.5 |
| 2010/11. | Сакраменто            | 75  | 39  | 23.3 | .507 | .000 | .605 | 6.1 | 1.2 | .4  | .6  | 8.8  |
| 2011/12. | Сакраменто            | 64  | 47  | 25.9 | .535 | .000 | .602 | 6.9 | 1.2 | .7  | .7  | 9.1  |
| 2012/13. | Сакраменто            | 82  | 81  | 27.9 | .502 | .000 | .694 | 6.7 | 1.0 | .6  | .7  | 10.9 |
| 2013/14. | Сакраменто            | 82  | 61  | 24.5 | .506 | .000 | .579 | 6.4 | .6  | .4  | .7  | 7.1  |
| 2014/15. | Сакраменто            | 81  | 63  | 24.6 | .470 | .000 | .622 | 6.5 | 1.0 | .4  | .7  | 6.1  |
| 2015/16. | Голден Стејт вориорси | 28  | 1   | 6.4  | .476 | .000 | .625 | 1.9 | .7  | .1  | .3  | 2.1  |
| 2015/16. | Торонто репторси      | 19  | 6   | 15.4 | .485 | .333 | .818 | 4.2 | .5  | .4  | .6  | 4.6  |
| Каријера | Каријера              | 588 | 412 | 25.2 | .496 | .143 | .657 | 6.6 | 1.1 | .5  | .7  | 8.9  |

## Остало
Џејсонов млађи брат Рајан се такође бави кошарком, и током сезоне 2015/16. је био играч Црвене звезде.